# Port de Javel
Le port de Javel est une voie située dans le 15e arrondissement de Paris, en France.

## Situation et accès
Le port de Javel est une voie publique située dans le 15e arrondissement de Paris, le long de la Seine. Il commence au niveau du pont de Grenelle et finit à celui du pont du Garigliano.
Côté Grenelle, il se poursuit par le port de Grenelle et côté Garigliano par le quai d'Issy-les-Moulineaux.

## Origine du nom

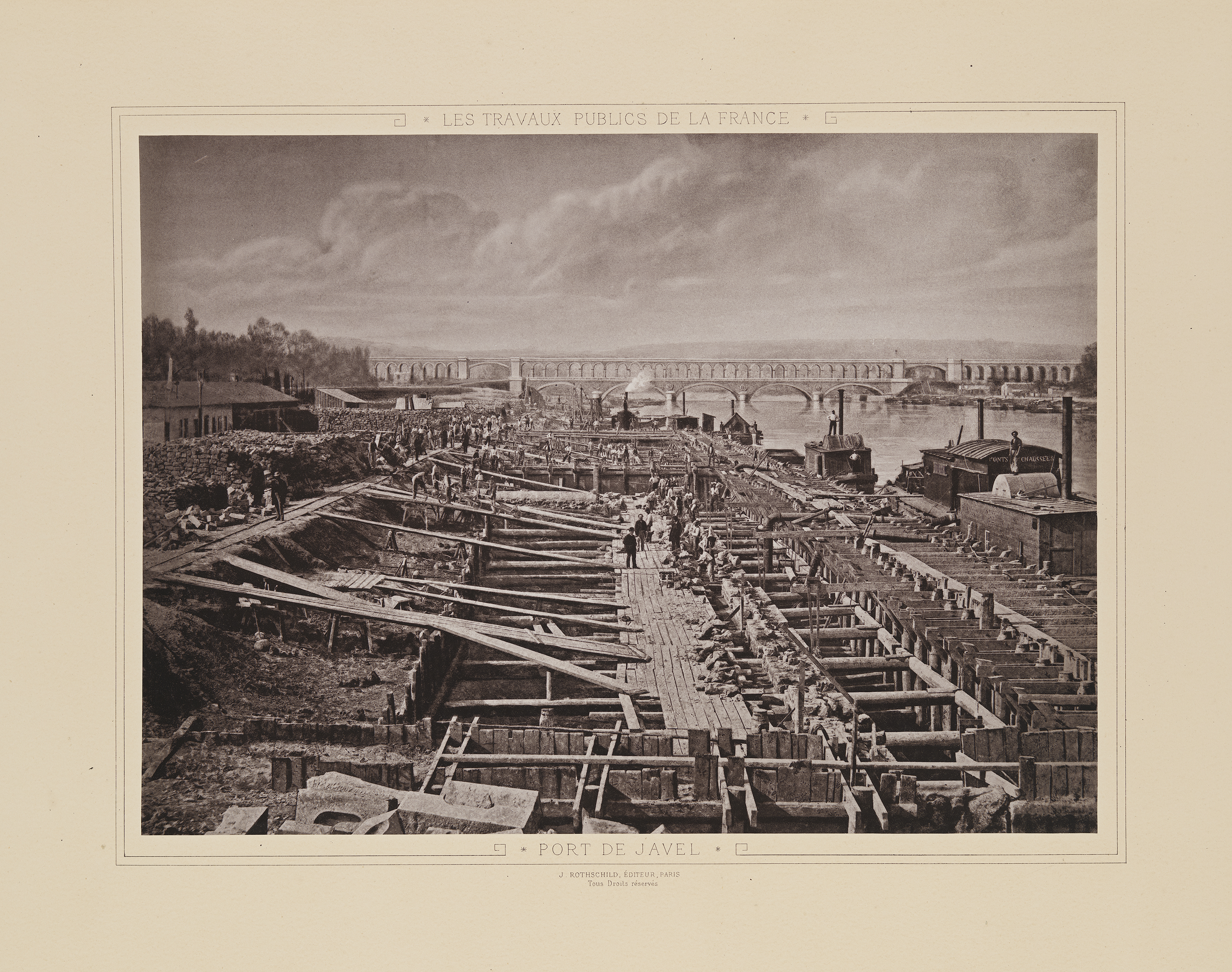
Travaux en 1883.

Il doit son nom au quai de Javel qui le longe en hauteur, devenu quai André-Citroën.

## Historique
Le port est aménagé en 1866 puis surélevé en 1896.
Une centrale à béton Lafarge y est construite en 1964. Elle existe toujours au début du XXIe siècle.
En 1998, à Villeneuve-le-Roi, est construit le bateau de l'émission télévisée Thalassa, qui est installé le long du port. De 50 m de long, 10 m de large et de 600 m² de superficie, il s'agit en réalité d'une barge sans moteur, qui n'a que l'apparence d'un bateau pour les besoins de l'émission, et qui accueille ses bureaux et ses studios d'enregistrement. En 2018, la barge est rachetée puis réaménagée pour devenir en 2021 un restaurant.

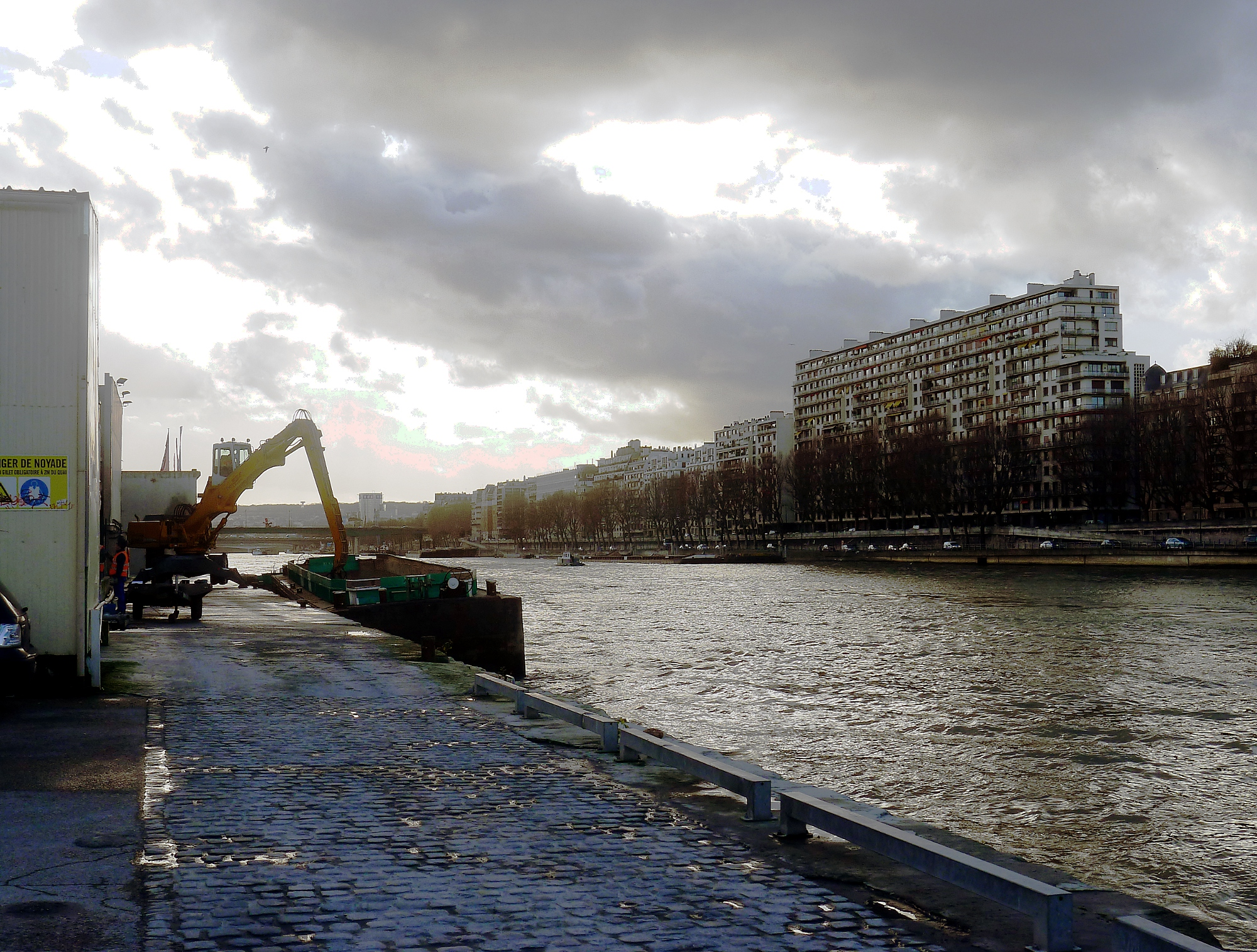
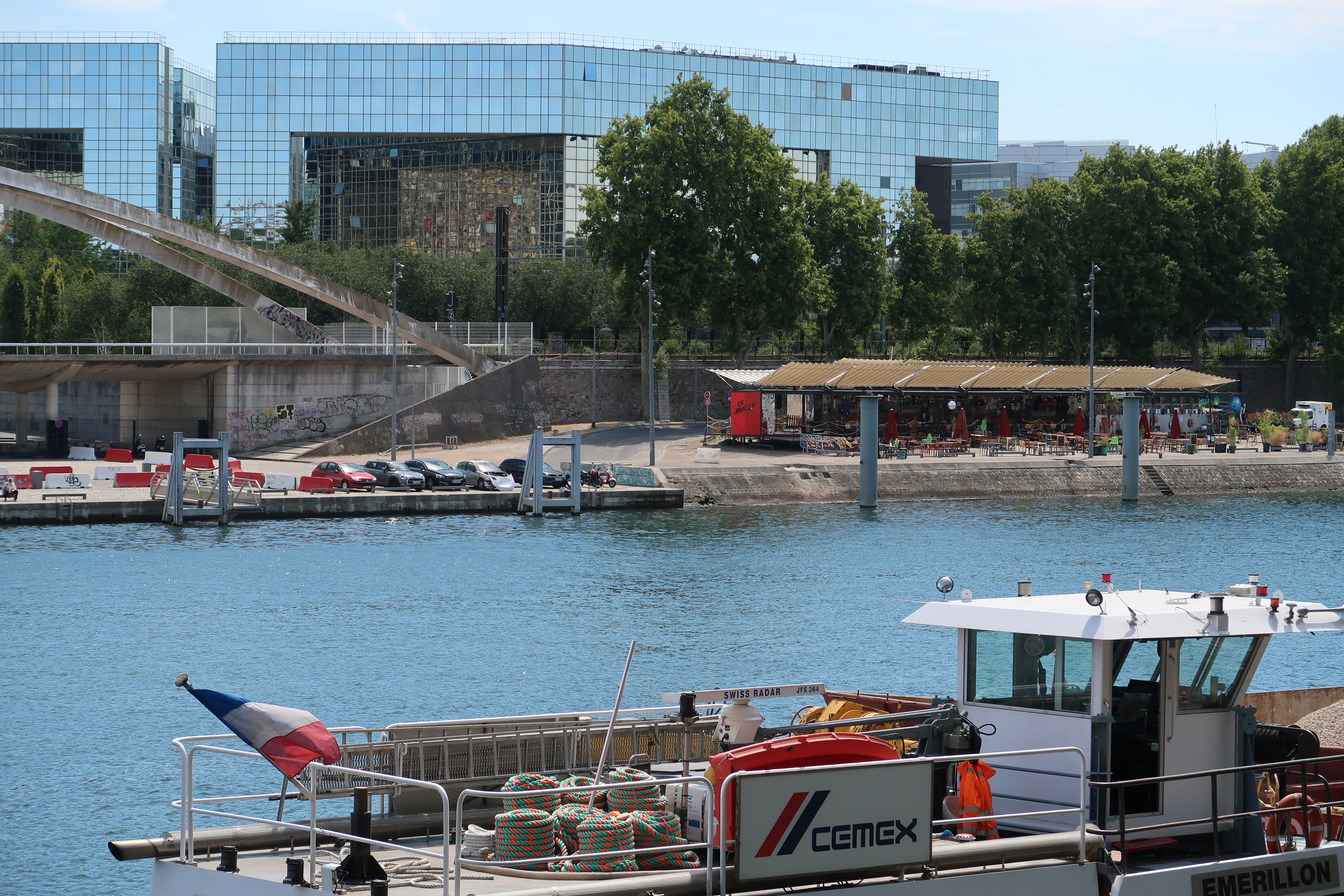
Vue du 16e arrondissement.
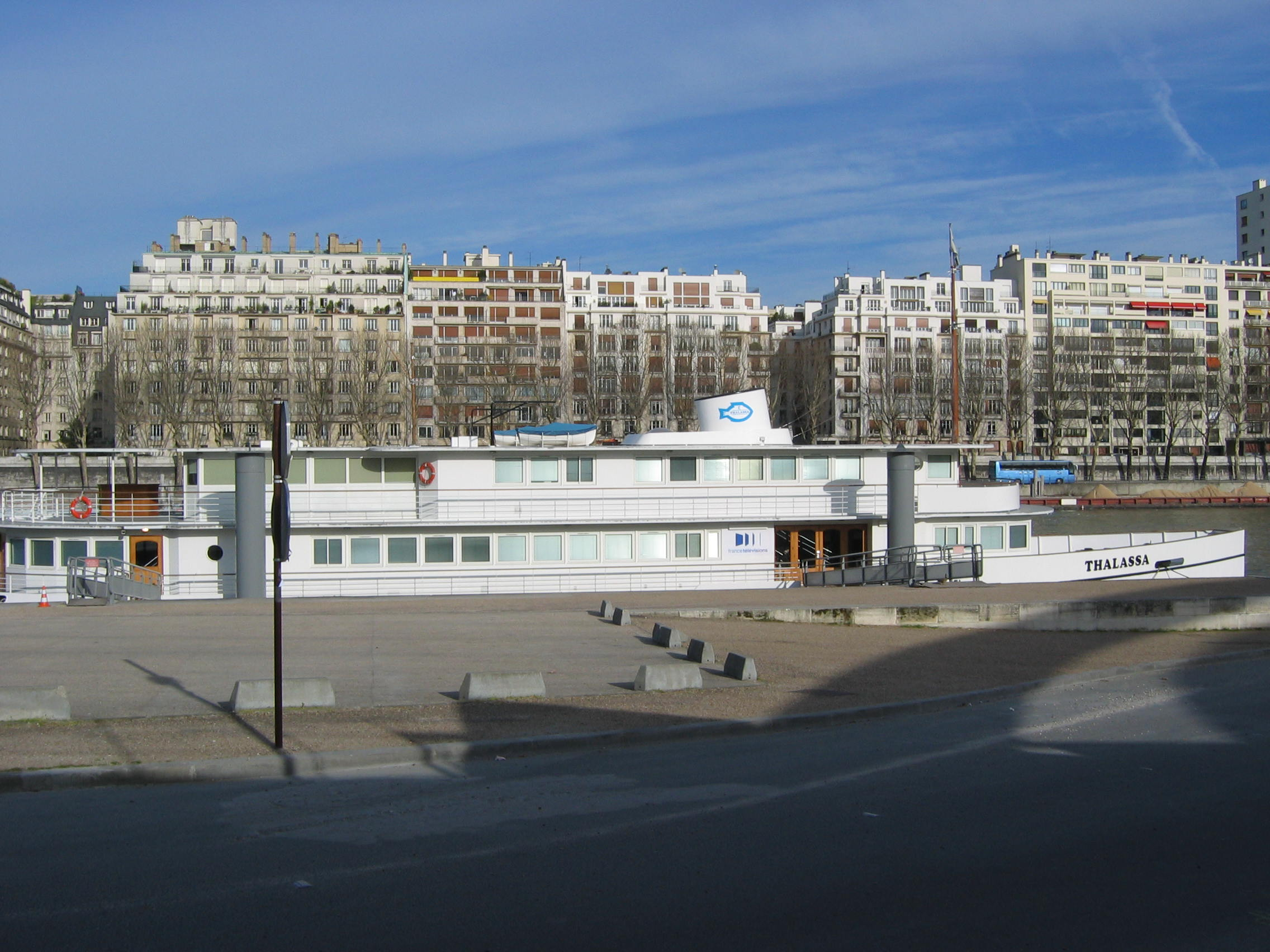
« Bateau » Thalassa.